# Girjet
Girjet (Gestion Aerea Ajecutiva, SL) era una compagnia aerea con sede a Barcellona, Spagna. Operava servizi di voli charter. La sua sede operativa era situata all'Aeroporto Internazionale di Barcellona.

## Codici
- Codice IATA: 8G
- Codice ICAO: GJT
- Callsign: Banjet

## Storia
La compagnia è stata fondata il 28 febbraio 2003 e ha effettuato servizi dal 31 luglio 2003 al marzo del 2008.

## Flotta
La flotta della Girjet, nel gennaio 2005, consisteva in 3 Fokker 100.